# Championnats du monde de judo 1971
Les Championnats du monde de judo 1971 se tiennent à Ludwigshafen en Allemagne (RFA).

## Résultats

### Hommes
| Catégories        | Or                  | Argent               | Bronze                           |
| ----------------- | ------------------- | -------------------- | -------------------------------- |
| - 63 kg           | Takao Kawaguchi     | Toyokazu Nomura      | Jong Sam Choi Sergei Suslin      |
| - 70 kg           | Hisashi Tsuzawa     | Hiroshi Minatoya     | Dietmar Hoetger Antony Zaykowsky |
| - 80 kg           | Shozo Fujii         | Yoshinari Shigematsu | Guy Auffray David Starbrook      |
| - 93 kg           | Fumio Sasahara      | Nobuyuki Sato (judo) | Helmut Howiller Chiaki Ishii     |
| + 93 kg           | Wim Ruska           | Klaus Glahn          | Hisakazu Iwata Keith Remfry      |
| Toutes catégories | Masatoshi Shinomaki | Vitali Kouznetsov    | Klaus Glahn Shinobu Sekine       |

## Tableau des médailles
| Rang | Nation               | Or | Argent | Bronze | Total |
| ---- | -------------------- | -- | ------ | ------ | ----- |
| 1    | Japon                | 5  | 4      | 2      | 11    |
| 2    | Pays-Bas             | 1  | 0      | 0      | 1     |
| 3    | Allemagne de l'Ouest | 0  | 1      | 1      | 2     |
| -    | Union soviétique     | 0  | 1      | 1      | 2     |
| 5    | Allemagne de l'Est   | 0  | 0      | 2      | 2     |
| -    | Royaume-Uni          | 0  | 0      | 2      | 2     |
| 7    | Brésil               | 0  | 0      | 1      | 1     |
| -    | Corée du Sud         | 0  | 0      | 1      | 1     |
| -    | France               | 0  | 0      | 1      | 1     |
| -    | Pologne              | 0  | 0      | 1      | 1     |

## Source
- (en) Judoinside.com